# Dédé (film, 1935)
Pour les articles homonymes, voir Dédé.
Pour plus de détails, voir Fiche technique et Distribution.
Dédé  est une comédie musicale française réalisée par René Guissart, sortie en 1935 et inspirée de l'opérette homonyme d'Henri Christiné et Albert Willemetz créée en 1921.

## Synopsis
Le magasin de chaussures de Monsieur Chausson (René Bergeron) s'oriente vers la faillite. Après avoir licencié son personnel, il le met en vente chez un notaire, Maître Leroydet (Louis Baron fils). Son épouse, Odette (Mireille Perrey) se rendant dans un bal de charité fait la connaissance d'André de la Huchette dit Dédé (Claude Dauphin). Cherchant à se revoir discrètement, Odette propose à ce dernier qu'ils se rencontrent dans l'arrière-boutique d'un magasin, elle lui suggère donc d'acheter le magasin de chaussures sans lui dévoiler qu'elle est la femme de l'ancien patron. Dédé qui ne connait rien au commerce engage Denise la secrétaire du notaire (Danielle Darrieux) comme première vendeuse, celle-ci tombera secrètement amoureuse de Dédé et enragera de voir se développer sa liaison avec Odette. Dédé embauche ensuite son ami Robert Dauvergne (Albert Préjean) comme gérant, et celui-ci engage des danseuses de revues comme vendeuses. À la suite de plusieurs quiproquos impliquant le préfet de police et l'intervention des grévistes de la chaussure, Denise et Dédé finiront par se déclarer leur amour, tandis que Robert tombera sous le charme d'Odette. À la fin dans un grand élan de générosité, Dédé restituera le magasin à son ancien propriétaire, dont Robert restera le gérant avec la bénédiction d'Odette.

## Fiche technique
- Titre : Dédé
- Réalisation : René Guissart
- Scénario et dialogues : Jacques Bousquet et Jean Boyer d'après l'opérette de Albert Willemetz
- Lyrics : Albert Willemetz
- Production : Henri Ullmann
- Société de production : France Univers-Film
- Distribution : Paramount
- Photographie : Charles Bauer et Fred Langenfeld
- Musique : Henri Christiné et Franz Waxman
- Chorégraphe : Miss Blubell
- Décors : René Renoux, Henri Ménessier et Jacques Constant
- Pays d'origine :  France
- Format : noir et blanc - 35 mm - 1,37:1 - son mono - procédé cinématographique : sphérique
- Genre : comédie, film musical
- Durée : 75 minutes
- Date de sortie : 
  - France : 24 janvier 1935 (Paris)

## Distribution
- Albert Préjean : Robert Dauvergne
- Danielle Darrieux : Denise
- Mireille Perrey : Odette Chausson
- Claude Dauphin : André 'Dédé' de la Huchette
- Louis Baron fils : Maître Leroydet
- René Bergeron : Monsieur Chausson
- Pierre Piérade : Toto
- Robert Hennery : le commissaire
- Gaston Orbal : un gréviste
- Léonce Corne : l'orateur
- Dany Lorys : une des deux poules
- Ginette Leclerc : une des deux poules
- Georges Cahuzac : le contrôleur principal
- Suzy Delair
- Pierre Larquey
- Viviane Romance
- René Génin
- Roland Armontel
- Évelyne May
- Les 16 Blue Bell Girls
- Les 16 Parisian Shop Beauties